# 中国建筑科学研究院
中国建筑科学研究院有限公司（英語：China Academy of Building Research）是位于北京朝阳区的一家中央企业，原隶属于建设部，从事建筑结构、建筑地基、建筑物理、建筑机械、建筑防火等建筑方面综合性研究的企业。中国大部分建筑规范的主编单位，开发有PKPM系列软件。
全资或控股公司有：建研科技股份有限公司、中国建筑技术集团有限公司等，下设国家级中心有：国家建筑工程质量监督检验中心、国家建筑工程技术研究中心等。
2018年由全民所有制企业转变为国有独资企业，现改名为中国建筑科学研究院有限公司。